# Winston County (Alabama)
Winston County je okres ve státě Alabama v USA. K roku 2010 zde žilo 24 484 obyvatel. Správním městem okresu je Double Springs. Celková rozloha okresu činí 1 637 km².